# Abbreviazioni in uso nelle Ferrovie dello Stato
Nell'ambito delle Ferrovie dello Stato italiane vengono spesso utilizzate sigle e abbreviazioni ermetiche, a volte con significato diverso a seconda dell'ambito di utilizzo. Le sigle e abbreviazioni in corsivo sono desuete o non più utilizzate.

## Normativa

### Organismi
- ANSFISA: Agenzia Nazionale per la Sicurezza delle Ferrovie e delle Infrastrutture Stradali e Autostradali
  - già ANSF: Agenzia Nazionale per la Sicurezza delle Ferrovie
- CdF: Centro di Formazione
- CEN: (FR)  Comité Européen de Normalisation
- DIGIFEMA: DIrezione Generale delle Investigazioni FErroviarie e MArittime
- EUAR: (EN)  European Union Agency for Railways
- ECM: (EN)  Entity in Charge of Maintenance
- GI: Gestore dell'Infrastruttura ferroviaria[3][4]
  - GIN: Gestore dell'Infrastruttura ferroviaria Nazionale[3]
- IF: Impresa Ferroviaria
- MIT: Ministero delle Infrastrutture e dei Trasporti
- UIC: (FR)  Union Internationale des Chemins de Fer

### Testi
- COTIF: COnvenzione relativa ai Trasporti Internazionali Ferroviari
- CUU: Contratto Uniforme Utilizzazione Carri
- DEL: Disposizioni Esercizio Linea
- DSDU: Disposizioni per il Servizio con Dirigente Unico
- EATR: Esercizio Alta Tensione Rotabili[4][5]
- IEAC: Istruzione per l'Esercizio degli Apparati Centrali[6]
- IEFCA: Istruzioni Esercizio Freno Continuo Automatico
- IELB: Istruzioni per l'Esercizio sulle Linee a doppio binario Banalizzate
- IET: Istruzioni per l'Esercizio in Telecomando
- NSD: Norme per il Servizio dei Deviatori[7]
  - già ISD: Istruzione per il Servizio dei Deviatori[7]
- NSM: Norme per il Servizio dei Manovratori[7]
  - già ISM: Istruzione per il Servizio dei Manovratori[7][8]
- ISPAT: Istruzione Servizio Personale Accompagnamento Treni
- IPC: Istruzione Protezione Cantieri
- IPCL: Istruzione Personale Condotta Locomotive
- ITCL: Istruzione per le Telecomunicazioni
- MER: Manuale Emergenza e Recupero
- MOC: Manuale Operativo del Capotreno
- NCR: Norme per la Circolazione dei Rotabili
- NEAT: Norme per l'Esercizio delle Apparecchiature Tecnologiche
- NEITE: Norme Esercizio Impianti Trazione Elettrica
- NETE: Norme Eseguimento Trasporti Eccezionali
- NHM: (FR)  Nomenclature Harmonisée des Marchandises
- NVTV: Norme per la Verifica Tecnica dei Veicoli
- PCOS: Prefazione Compartimentale all'Orario di Servizio
- PGOS: Prefazione Generale all'Orario di Servizio[3][9]
- RCF: Regolamento per la Circolazione Ferroviaria[10]
- RCT: Regolamento per la Circolazione dei Treni[6]
- RIC: Regolamento Internazionale delle Carrozze
- RID: (FR)  Règlement concernant le transport International ferroviaire des marchandises Dangereuses
- RIN: Registro d'Immatricolazione Nazionale[3]
- RIV: Regolamento Internazionale dei Veicoli
- RNL: Registro Nazionale delle Licenze
- RS: Regolamento sui Segnali in uso sull'Infrastruttura Ferroviaria Nazionale[11]
- RUMO: Registro Unico dei Mezzi d'Opera
- STI: Specifiche Tecniche di Interoperabilità

### Documenti
- AdS: Autorizzazione di Sicurezza
- AMIS: Autorizzazione Messa In Servizio
- BFC: Bollettino di Frenatura e Composizione
- CCA: Certificato Complementare Armonizzato
- CdS: Certificato di Sicurezza
- CLC: Carta di Libera Circolazione
- CT: Circolare Territoriale
- CVR: Comunicazioni Verbali Registrate[6]
- DOM: Documento Organizzativo Manovra
- DPC: Disposizioni Particolari di Circolazione[12]
- DVR: Documento Valutazione Rischi
- FCL: Fascicolo Circolazione Linee
- FL: Fascicolo Linea[6]
- FO: Fascicolo Orario
- GDA: Guida di Depannage Allegata
- LdV: Lettera di Vettura
- LE: Licenza Europea di Condotta
- M: Movimento
  - M40
    - M40 DL: M40 Dirigenza Locale
    - M40 TELEC: M40 TELEComando
- MAD: Messa A Disposizione dei carri
- NOI: Nulla Osta per l'Installazione di serie[13]
- NOME: Nulla Osta per la Messa in Esercizio[13]
- OS: Orario di Servizio
- OdS: Ordine di Servizio[Note 1]
- PS: Piano Schematico
- RPM: Riepilogo moduli Prescrizioni di Movimento
- SKTNO: Scheda Treno

Ambito scheda treno
- M: Merci
- PT: PosTale
- V: Viaggiatori
- VS: Viaggiatori Speciale

### Sistemi informatici
- CCL: Controllo Circolazione Linee
- PIC: Piattaforma Integrata Circolazione[15]
- PIR: Prospetto Informativo di Rete

## Mansioni
- AdC: Agente di Condotta
- AG: Agente di Guardia/Guardiablocco[6]
- AI: Apposito Incaricato
- AM: Agente della Manutenzione[6]
- CA: Controllore di Area
- CD: Capo Deposito
- CE: Controllore di Ente
- CEI: Coordinatore Esercizio Infrastrutture[6]
- CPV: Capo Personale Viaggiante
- CS: Capo Stazione
- CST:
  - Capo Stazione Titolare
  - Capo Servizi Treno
- CT: Capo Treno
- CTI: Capo Tecnico Infrastrutture
- CUM: Capo Unità Manutentiva[6]
- DC: Dirigente Centrale
- DCCM: Dirigente Centrale Coordinatore Movimento[16]
- DCO: Dirigente Centrale Operativo[3][6]
- DCP: Dirigente Centrale Puntualità
- DCT: Dirigente Coordinatore Trazione
- DCTE: Dirigente Centrale Trazione Elettrica
- DCTR: Dirigente Coordinatore TRazione
- DL: Dirigenza Locale
- DM: Dirigente Movimento[3][6]
- DPC: Dirigente Posto Comando[17]
- DOTE: Dirigente Operativo Trazione Elettrica
- IaP: Addetto Informazioni al Pubblico[17]
- OSMI: Operatore Specializzato Manutenzione Infrastruttura
- OSMR: Operatore Specializzato Manutenzione Rotabili
- PdB: Personale di Bordo
- PdC: Personale di Condotta
- PdM: Personale di Macchina[13]
- PdS:
  - Personale di Scorta
  - Personale di Stazione
- PdT: Preparatore del Treno
- RdC: Regolatore della Circolazione[6]
- RUC: Responsabile Unità Circolazione

### Attività di sicurezza
Fonte di riferimento:
- AdT: Accompagnamento dei Treni
  - già AT: Accompagnamento Treni
- FT: Formazione Treni
- GC: Gestione Circolazione
- MI: Manutenzione Infrastruttura
- MV: Manutenzione Veicoli
- VE: VErifica Veicoli

## Imprese/aziende
- ABL: Antonio Badoni Lecco
- ALS: ALStom Ferroviaria
- ASF: Ansaldo Segnalamento Ferroviario[13]
- CFI: Compagnia Ferroviaria Italiana
- CTI: CapTrain Italia
- DFG: Del Fungo Giera
- DPO: Dinazzano PO
- EAV: Ente Autonomo Volturno
- FAS: Ferrovia Adriatico Sangritana
- FER: Ferrovie Emilia Romagna
- FFS: Ferrovie Federali Svizzere
- FM: Fuori Muro
- FNM: Ferrovie Nord Milano
- FSE: Ferrovie del Sud Est
- FS: Ferrovie dello Stato Italiane
- FT: Ferrotramviaria
- GETS: GE Transportation System[13]
- LFI: La Ferroviaria Italiana
- INR: InRail
- MIR: MercItalia Rail
- MIST: MercItalia Shunting & Terminal
- OCG: OCeanoGate
- RFI: Rete Ferroviaria Italiana
- RONE: RailOne
- RTC: Rail Traction Company
- TFT: Trasporto Ferroviario Toscano
- TI: Trenitalia
  - TI-CARGO: Trenitalia divisione CARGO
- TN: TreNord
  - già TLN: Trenitalia LeNord
- TTX: Trenitalia Tper

## Infrastruttura
- CA: Corrente Alternata
- CAP: Cemento Armato Precompresso
- CC: Corrente Continua
- DCF: Dispositivo Contatto Funghi[19]
- DOIT: Direzione Operativa Infrastrutture Territoriale[20]
  - già DTP: Direzione Territoriale Produzione
- GS: Gruppo Scambi
- GSM-R: (EN)  Global System for Mobile communications-Railway[2]
- IE: Impianti Elettrici[Note 2]
- IFN: Infrastruttura Ferroviaria Nazionale
- IS: Impianti Sicurezza
- LdC: Linea di Contatto
- PCF: Punto Cambio Fase
- PF: Piano del Ferro
- PK: Progressiva Kilometrica[21]
- POC: (EN)  Point Of Change
- PSE: Punta Scambio Estremo
- QL: Quadro Luminoso[3]
  - QLv: Quadro Luminoso video[22][23]
- RAR: Rilevamento Attraversamento a Raso
- RSMS: (EN)  Rolling Stok Management System
- SPCC: Sistema di Protezione Comando e Controllo
- TEN: Trans-European Networks
- UM: Ufficio Movimento
- UMR: Ufficio Materiale Rotabile
- UTMR: Unità Tecnologie Materiale Rotabile[21]

### Impianti
- CC: Casa Cantoniera
- CCC: Centro Coordinamento Circolazione[16]
- DL: Deposito Locomotive
- FV: Fabbricato Viaggiatori
- IDP: Impianto Dinamico Polifunzionale[24]
- IFT: Impianto Formazione Treni
- IMC: Impianto Manutenzione Corrente
- IMR: Impianto Manutenzione Rotabili
- ISR: Impianto Scorta Regionale
- ITA: Impianto Trazione Associato
- ITC: Impianto Trazione Cargo
- ITP: Impianto Trazione Passeggeri
- ITR: Impianto Trazione Regionale
- J: Posto periferico esercitato in regime di telecomando[3]
- L: Latrine
- LdS: Località di Servizio[6]
- MAV: Manutenzione Alta Velocità
- MM: Magazzino Merci
- OCA: Officina Carica Accumulatori
- OGR: Officina Grandi Riparazioni
- OMC: Officine Manutenzione Ciclica
- OML: Officina Manutenzione Locomotive
- OMR: Officina Manutenzione Rotabili
- OMV: Officina Manutenzione Veicoli
- P: Pesa
- PAI-PL: Protezione Automatica Integrativa-PL[25]
- PC:
  - Piano Caricatore
    - PCS: Piano Carico e Scarico

  - Posto Comando
  - Posto di Comunicazione
- PdE: Posto di Esodo
- PdS: Posto di Servizio[3][6]
- PES: Punto di Evacuazione e Soccorso[26]
- PL: Passaggio a Livello
  - PLA: Passaggio a Livello Automatico
  - PLp: Passaggio a Livello Privato[27]
- PM:
  - Posto Movimento
  - Posto di Manovra
- PMC: Posto Manutenzione Corrente
- PP: Posto di Passaggio[10]
- PPM:
  - Posto Provvisorio di Movimento
  - Posto Periferico Multistazione
- PS: Posto Satellite
- PT: Posto Tecnologico[28]
- PV: Piccola Velocità[21][Note 3]
- PVB: Posto Verifica Boccole
- RL: Rimessa Locomotive
- RTB: Rilevamento Temperatura Boccole
- RTF: Rilevamento Temperatura Freni
- SP: Regime di Stazione Porta[3]
  - SPI: Regime di Stazione Porta Intermedia[3]
  - SPT: Regime di Stazione Porta Temporanea[3]
- SR: Squadra Rialzo
- SSE: Sottostazione Elettrica
  - SSEM: Sottostazione Elettrica Mobile
- WC: Servizi Igienici
- Z: Zona ricovero[11]

### Apparati di sicurezza
- AC: Apparato Centrale
  - ACC: Apparato Centrale Computerizzato[3]
    -       - già ACS: Apparato Centrale Statico[22][29]

    - ACC-M: Apparato Centrale Computerizzato Multistazione[3][6]
    - TO: Terminale Operatore[22]
    - TF: Tastiera Funzionale[22]

  - ACE: Apparato Centrale Elettrico
  - ACEI: Apparato Centrale Elettrico a Itinerari
    - ACELI: Apparato Centrale Elettrico a Leve di Itinerario
    - ACEIT: Apparato Centrale Elettrico a Itinerari a Tabultatore
    - ACELM: Apparato Centrale Elettrico a Leve Manuali

  - ACF: Apparato Centrale a Filo
    - ACdF: Apparato Centrale a doppio Filo

  - ACI: Apparato Centrale Idrodinamico
  - ACTR: Apparato Centrale a Trasmissione Rigida (tipo Saxby)[30]
- AT: Annuncio Treni
- ADM: Apparato per Deviatoi Manuali[31]
- ASC: Apparato Semplificato a Chiave[32]
- ASCV: Apparato Statico a Calcolatore Vitale

#### Sui banchi di manovra
ACE:
- a: avanti
- i: indietro
- n: posizione normale
- r: posizione rovescia

ACEI:
- Tl / TlBca: Tasto liberazione blocco conta assi

BEM:
- TlA : liberazione artificiale di una sezione di blocco

## Circolazione
- AV: Alta Velocità
- COT: Centro Operativo Territoriale
- DTR: Divisione Trasporto Regionale
- EDCO: Esclusione dal sistema di telecomando DCO di Posto Periferico[3]
- MaV: Marcia a Vista
  - MaVS: Marcia a Vista Specifica
- NT/M3M40: Nucleo Territoriale preposto alla produzione delle prescrizioni di Movimento[6]
- RTM: Reparto Territoriale Movimento
- SOP: Sala Operativa Passeggeri
- SOR: Sala Operativa Regionale
- SPAD: (EN)  Signal Passed At Danger
- TP/EDCO: Tracciato Permanente di un impianto escluso dal telecomando DCO su linee con Blocco Automatico
- UTI: Unità di Trasporto Intermodale[21]
- VI: Via Impedita
- VL: Via Libera
- VCO: Variazioni in Corso d'Orario
- VGO: Variazioni in Gestione Operativa

### Distanziamento treni
- BA: Blocco Automatico
  - BAcc: Blocco Automatico a correnti codificate[6]
    - eRSC: emulazione Ripetizione Segnali Continua[35]

  - BAcf: Blocco Automatico a correnti fisse[6]
  - BCA: Blocco Conta Assi[6]
- BEC: Blocco Elettrico Cardani
- BEM: Blocco Elettrico Manuale
  - MC: Maniglia Consenso[36]
  - MR: Maniglia Richiesta[36]
- BRA: Blocco RAdio
- Btel: Blocco telefonico
- BTM: (EN)  Balise Tansmission Module
- CdB: Circuito di Binario
- PB: Posto di Blocco
  - PBA: Posto di Blocco Automatico[6]
  - PBI: Posto di Blocco Intermedio[6]
- COD: tratto di linea CODificato[37]
- NC: tratto di linea Non Codificato[37]

### Sistemi di esercizio
- CTC: (EN)  Centralised Traffic Control (Controllo Centralizzato del Traffico)[6]
- DU: Dirigente Unico
- SCC: Sistema di Comando e Controllo[3][6]

### Sistemi di protezione
- BTS: (EN)  Braking to a Target Speed
- CTS: (EN)  Centralised Train Signalling
- DAF: Dispositivo Automatico di Frenatura[38][39]
- ERTMS / ETCS: (EN)  European Rail Traffic Management System / European Train Control System[1][2]
- PI: Punto Informativo[6]
- RAP: Riconoscimento Atto Partenza
- RSC: Ripetizione Segnali Continua[6][13][40]
- RSDD: Ripetizione Segnali Digitale Discontinua[6]
- SCMT: Sistema di Controllo della Marcia del Treno[6][13]
- SSC: Sistema Supporto alla Condotta[6][13]
- SSB: Sotto Sistema di Bordo[6][13]
- SST: Sotto Sistema di Terra[6][13]
- STB: Sistema Tecnologico di Bordo

Principali tipologie
- ATC: (EN)  Automatic Train Control[1]
- ATO: (EN)  Automatic Train Operation[1]
- ATP: (EN)  Automatic Train Protection[1]
- ATS: (EN)  Automatic Train Supervision[1]
- TS: (EN)  Train Stop

#### SCMT / RSC
Fonti di riferimento:
- A: Abbattimento di codice
- AC: Assenza Codice[13]
- CV: Controllo della Velocità
- MAN: modalità MANovra
- PRE: PREriconoscimento di una zona non codificata
- RF: Riarmo Freni
- RIC: RIConoscimento di un codice restrittivo di RSC
- RV: Riduzione Velocità
- SR: Supero Rosso
- SV: Super Verde
- VM: Verde Medio
- VMC: Velocità Modulo Condotta
- Vril: Velocità di rilascio[6]

#### ERTMS / ETCS
Fonti di riferimento:
- AM: Autorizzazione al Movimento[41]
  - Oppure MA: (EN)  Movement Authority[41]
  - AMSC: Autorizzazione al Movimento in Supervisione Completa[11]
  - AMMV: Autorizzazione al Movimento con Marcia a Vista[11]
  - AMSC: Autorizzazione al Movimento con Apposita Prescrizione[11]
- DMI: (EN)  Driver-Machine Interface
- EOA: (EN)  End Of Authority
- EOM: (EN)  End Of Mission
- FS: (EN)  Full Supervision
- LS: (EN)  Limited Supervision
- NL: (EN)  Non Leading
- NTC: (EN)  National Train Control System
- OS: (EN)  On Sight
- RBC: (EN)  Radio Block Center
- RV: (EN)  Reverse
- SH: (EN)  SHunting
- SR: (EN)  Staff Responsible
- STM: (EN)  Specific Transmission Module
- UN: (EN)  UNfitted
- VBC: (EN)  Virtual Balise Cover

### Classificazione treni

#### Da traccia
- ORD: treno ORDinario
- STRA: treno STRAordinario

#### Commerciale
- ACC: ACCelerato
- CIS: CISalpino
- CP: Corsa Prova
- DD: Direttissimo
- DIR: DIRetto
- EC: (EN)  EuroCity
- EN: (EN)  EuroNight
- ES: (EN)  EuroStar
- EUC: (EN)  Europ Unit Cargo[42]
- EXP: EsPresso
- FA AV: Frecciargento
- FB: Frecciabianca
- FR AV: Frecciarossa
- IC: (EN)  InterCity
  - ICN: (EN)  InterCity Notte
  - ICPlus: (EN)  InterCity Plus
- INV: INVio
- IR: Interregionale
- LIS: Locomotiva ISolata
- LOC: LOCale
- M: Metropolitano
- MC: Merci Celere[42]
- MD: Merci Diretto[42]
- MI: Merci Interzona
- MP: Merci Postale[42]
- MR: Merci Rapido[42]
  - MRI: Merci Rapido Internazionale
  - MRS: Merci Rapido Speciale
  - MRV: Merci Rapido Vuoto
  - MRT: Merci Rapido Terminale
- MT: Merci Terminale[42]
- NCL: Non CLassificato
  - NCLS: Non CLassificato Speciale
- REG / R: REGionale
- RGV / RV: Regionale Veloce
- RoLa: (DE)  Rollende Landstrasse
- STM: Straordinario Treno Militare
- tBIZ: Treno Business[43]
- TC: Treno per trasporto Combinato[42]
- TCS: Treno Combinato Speciale[42]
- TEC: Treno Europeo Combinato
- TEE: (EN)  Trans Europe Express
- TES: Treno Eccedente Sagoma Limite[42]
- TEP: Treno Eccedente Peso
- TOK: TrenOK[21]
- TME: Treno Merci Espresso
- TRA: TRAdotta[42]

## Materiale rotabile
- AC: Assetto Cassa[Note 4]
- ACIC: Apparato Controllo Instabilità Carrelli
- CGEM: Contenitore per Gas con Elementi Multipli[4]
- DT: Doppia Trazione per rinforzo
  - DTI: Doppia Trazione Intercalata
  - DTS: Doppia Trazione Simmetrica
  - DTT: Doppia Trazione di Testa
- MdO: Mezzo d'Opera
- UdT: Unità di Trazione
- US: Ultrasuoni[44]
- VCS: Visita Connessioni Semimacchine[21]

### Caratteristiche
- MdF: Massa da Frenare
- MR: Massa Reale
- MV: Massa Virtuale
- NEV: Numero Europeo Veicolo
- PMF / %MF: Percentuale Massa Frenata

### Componenti
- AI: AntIncendio
- AP: Anti Pattinante
- AS: Anti Slittante
- AT: Alta Tensione[13]
- AWS: (EN)  Automatic Warning Sistem
- BM: Banco di Manovra
- BT: Bassa Tensione[13]
- CP: Condotta Principale (o dei servizi)
- FAV: Freno Alta Velocità
- IS: Interruttore a Scatto
- LAT: LATeralizzazione porte
- MT: Media Tensione
- REC: Riscaldamento Elettrico Carrozze[Note 5]
- TCN: (EN)  Train Communication Network

#### Freno
- CF: Cilindro del Freno
- CG: Condotta Generale[13]
- D: Distributore
- RA: Relé di Alimentazione
- Rin: Rubinetto di Intercettazione[Note 6]
- Ris: Rubinetto di Isolamento[Note 7]
- SA: Serbatoio Ausiliario
- SC: Serbatoio Comando
- SP: Serbatoio Principale
- TP: Trasformatore di Pressione

##### Tipi di freno
Fonte di riferimento:
- A: dispositivo Autocontinuo
- Bd: freno Breda
- Bo: freno Bozic
- Ch: freno Charmilles
- DK: freno Dako
- Dr: freno Drolshammer
- G: (DE)  Guterzug[2][45]
  - GP: dispositivo cambio regime G-P
  - GPR: dispositivo cambio regime G-P-R
- Hik: freno  Hildbrand-Knorr
- KE: freno Knorr - tipo KE
- Kk: freno Kunze-Knorr
- Mg: freno elettromagnetico
- O: freno Oerlikon
- P: (DE)  Personenzug[2][45]
  - PR: dispositivo cambio regime P-R
- R: freno ad alta potenza
- SW: freno SAB-WABCO
- WA: freno Westinghouse - tipo A
- WE: freno Westinghouse - tipo E
- WU: freno Westinghouse - tipo U

#### Mezzi di trazione
- CB: Carica Batterie
- CC: Circuito di Comando
- CEA: Commutatore Esclusione Apparecchiatura
- CEM: Combinatore Elettromeccanico Motori
- CM: Comando Multiplo
- CMT: Controllo della Marcia del Treno[40]
- CPA: Compressorino Primo Alzamento
- CT: Circuito di Trazione
- DISA: Documentazione Integrata Segnalamento Ansaldo[21]
- FE: Frenatura Elettrica
- GS: Gruppi Statici
- IR: Interruttore Rapido (o Extrarapido)
- IP: Interruttore di Protezione
- IPA: Indicatore Porte Aperte
- LCA: Leva di Comando marcia Automatica
- LCM: Leva di Comando marcia Manuale
- LINV: Leva INversione Marcia
- LIV: Leva Impostazione Velocità
- MA: Moto Alternatore
- PAC: Pomello Avanzamento Comandato
- PIC: Pomello Indebolimento Campi
- RA: Relé Ausiliario
- RAE: Relé Avviamento Elettronico
- RCA: Rilevatore Correnti Armoniche
- RCE: Registratore Cronologico di Eventi digitale[13]
- RCEC: Registratore Cronologico di Eventi Condotta
- SIL: Sistema Impostazione corrente derivabile dalla Linea
- SMT: Senso Marcia Treno
- SV: Selettore di Velocità
- TD: Trazione Diesel
- TE: Trazione Elettrica
- TV: Trazione Vapore
- VI: Velocità Impostata
- ZTE: Zona Tachigrafica Elettronica

Per UdT reostatiche:
- M: Manuale
- P: Parallelo
- PP: SuperParallelo
- S: Serie
- SP: Serie-Parallelo

### Nomi
- DP: Doppio Piano
- GC: Gran Confort
- MD: Minuetto Diesel
- MDVC: Medie Distanze Vestiboli Centrali
- MDVE: Medie Distanze Vestiboli Estremi
- ME: Minuetto Elettrico
- PR: Piano Ribassato
- TAF: Treno ad Alta Frequentazione
- TAV: Treno Alta Velocità

### Marcatura

#### Gruppi per materiale di trazione
- ALb: Automotrice Leggera a benzina
- ALe: Automotrice Leggera elettrica
- ALg: Automotrice Leggera a gas
- ALn: Automotrice Leggera a nafta
- ALv: Automotrice Leggera a vapore
- ATR: AutoTreno Rapido
- D: locomotiva Diesel
- DE: locomotiva Diesel-Elettrica
- DMU: (EN)  Diesel Multiple Unit
- E: locomotiva Elettrica
- EMU: (EN)  Electric Multiple Unit
- ETR: ElettroTreno Rapido
- Gr: Gruppo, posto prima della classificazione dell'UdT
- Le: rimorchiata Leggera elettrica
- Ln: rimorchiata Leggera a nafta
- Ne: locomotiva con motore a Nafta e trazione Elettrica
- P / PLT: Politensione[46]

#### Elettrotreni/autotreni
Fonti di riferimento:
- A: primo elemento di ogni UdT
- B:
  - se prima lettera, elemento motore
  - se seconda lettera, secondo elemento con motoalternatore
- C: elemento con Cabina di guida
- c: vettura ristoro
- H: elemento con posti per viaggiatori con Handicap[46][48]
- P: elemento dotato di Pantografo
- R: elemento Rimorchiato

#### Materiale rimorchiato

##### Viaggiatori
Fonte di riferimento:
Lettere di serie (valore internazionale):
- A: carrozza di 1ª classe
- AB: carrozza mista di 1ª e 2ª classe
- AS/SR/WG: carrozza dancing bar
- B: carrozza di 2ª classe
- C: carrozza di 3ª classe (abolita nel 1956)
- D: carrozza bagagliaio
  - DD: carrozza bagagliaio scoperto a 2 piani, per trasporto di auto a seguito dei viaggiatori
- Le: carro bisarca a 2 assi e 2 piani
  - Leq: carro bisarca a 2 assi e 2 piani con cavo REC
  - Laeq: carro bisarca a 3 assi e 2 piani con cavo REC
- n: carrozza per servizi navetta
- Post: carrozza Postale
- R: carrozza Ristorante/bar
- S: carrozza con compartimenti Speciali
- WL: Vettura Letto
- WR: Vettura Ristorante
- WSP: carrozza Pullmann

Lettere di serie (valore nazionale):
- AM: carrozza di 1ª classe con compartimento per Malati
- BM: carrozza di 2ª classe con compartimento per Malati
- DU: carrozza bagagliaio con comparto postale
- H: carrozza attrezzato per trasporto di viaggiatori con Handicap
- K: carrozza cellulare / trasporto detenuti
- p: carrozza pilota
- S: carrozza Salone
- WR: carrozza Ristorante e self-service
- WT: carrozza ETR.500

Lettere caratteristiche (valore internazionale):
- b, h: carrozza attrezzata per il trasporto di passeggeri disabili
- c: compartimenti convertibili in cuccette
- d, v: rotabile attrezzato per ricevere biciclette
- ee, z: rotabile munito di un'alimentazione centrale
- f: rotabile munito di cabina di guida
- p, t: carrozza con corridoio centrale e sedute a lato
- m: rotabile di lunghezza superiore a 24,5 m
- s: corridoio centrale in bagagliai e carrozze con compartimento bagagli

Lettere desuete o in uso su treni storici:
- c: carrozza cuccette
- Dm: carrozza bagagliaio per treni merci
- I: veicolo con intercomunicante in mantice
- i: veicolo con intercomunicante non in mantice
- SHe: carro speciale di scorta per carrozze salone
- U/UI: ufficio postale ambulante
- UM: carrozza postale per Servizio Messaggeri
- T: veicolo con terrazzino di testa (su treni storici)
- x: veicolo con più di 3 assi non a carrelli
- y: veicolo con 3 assi non a carrelli
- z: carrozza a carrelli

##### Merci
Fonte di riferimento:
Lettere di categoria:
- E: carro aperto a alte sponde
- F: carro aperto a alte sponde tipo speciale[Note 8]
- G: carro coperto
- H: carro coperto tipo speciale[Note 8]
- I: carro frigo[Note 8]
- K: carro pianale a due assi
- L: carro pianale a due assi tipo speciale[Note 9]
- O: carro misto pianale e ad alte sponde
- R: carro pianale a carrelli
- S: carro pianale a carrelli tipo speciale
- T: carro a tetto apribile
- U: carro speciale non classificabile nei gruppi H, L, S o Z[Note 8]
- Z: carro serbatoio per trasporto di liquidi o materiale gassoso[Note 10]
- V: carro per uso interno escluso dal servizio commerciale

Caratteristiche comuni:
- q: condotta elettrica suscettibile di essere alimentata a tutte le tensioni ammissibili
- qq: condotta elettrica suscettibile di essere alimentata a tutte le tensioni ammissibili
- s: carro autorizzato a circolare a regime S (100 km/h in servizio internazionale)
- ss: carro autorizzato a circolare a regime SS (120 km/h in servizio internazionale)

### Manutenzione
- CC: Cambio Carrelli
- RO: Riparazione di Officina
- RS: Riparazione Speciale

### Verifiche
Fonte di riferimento:
- VTS: Visita Tecnica di Scambio

#### Comuni
- Pr: Presenziamento
- Vcf: Visita completa fine corsa
- Vct: Visita completa transito

#### Viaggiatori
- Vi: Visita interna
- Vro: Visita ridotta origine
- VT: Visita di Turno

#### Merci
- Vco: Visita completa origine
- Vrc: Visita ridotta carico

## Miscellanea
- AG: Applicazione Generica[13]
- AS: Applicazione Specifica[13]
- CRC: (EN)  Cyclic Redundancy Code
- DGOL: Divisione Generale Operativa Logistica
- DOI: Direzione Operativa Infrastrutture
- DOIT: Direzione Operativa Infrastrutture Territoriali
- DPV: Deposito Personale Viaggiante
- IAS: Impianto Associato Scorta
- IdR: Impianto di Riferimento
- PIR: Prospetto Informativo  Rete
- PRM: Persona a Ridotta Mobilità
- SO: Struttura Organizzativa[13]
- TdS: Testa di Serie

### Esplicative
1. ↑  Precedente forma delle Circolari Territoriali, in vigore in ambito FS.
2. ↑  Sostituita da IS (Impianti Sicurezza).
3. ↑  Definizione desueta per una modalità del servizio merci (es. scalo merci a piccola velocità, servizio merci a piccola velocità).
4. ↑  Generalmente in riferimento a treni con assetto variabile (es. Pendolino)
5. ↑  Sostituita nella normativa dalla nuova denominazione di "condotta AT".
6. ↑  Solo su materiale di trazione.
7. ↑  Su ogni veicolo avente sistema frenante.
8. 1 2 3 4  Se riportante "r" o "rr", carro articolato o ad assi a due elementi
9. ↑  Se riportante "a" o "aa", carro articolato o multiplo a due elementi
10. ↑  Se riportante "r" o "rr", carro serbatoio articolato o multiplo

### Fonti FS/RFI
- Rete Ferroviaria Italiana - Direzione Tecnica, Prefazione Generale all'Orario di Servizio in uso sull'Infrastruttura Ferroviaria Nazionale, su epodweb.rfi.it, 21 febbraio 2018. URL consultato il 17 luglio 2021.
- Rete Ferroviaria Italiana, ERTMS/ETCS Specifica dei requisiti di sistema, su epodweb.rfi.it, RFI, 1º febbraio 2018,  pp. 5-9. URL consultato il 30 maggio 2021.
- Rete Ferroviaria Italiana, Sotto Sistema di Bordo, Sistema Protezione e Controllo della Marcia: procedura per la fase di esercizio "scortato" o "monitorato", propedeutica al rilascio del N.O.M.E. (PDF), 2006.
- Rete Ferroviaria Italiana, Istruzione per la circolazione dei mezzi d'opera utilizzata per la manutenzione dell'Infrastruttura Ferroviaria Nazionale, 2011.
- Rete Ferroviaria Italiana - Direzione Tecnica, Regolamento sui Segnali in uso sull'Infrastruttura Ferroviaria Nazionale, su epodweb.rfi.it, ed. 1947, emesso il 30 gennaio 2018.
- Rete Ferroviaria Italiana - Direzione Tecnica, Esercizio Alta Tensione Rotabili, su epodweb.rfi.it, ed. 1990, 3 settembre 2003. URL consultato il 30 settembre 2021.
- Rete Ferroviaria Italiana - Direzione Tecnica, Istruzione per il Servizio dei Manovratori in uso sull'Infrastruttura Ferroviaria Nazionale, su epodweb.rfi.it, 31 ottobre 2016  [12 luglio 1923]. URL consultato il 19 agosto 2021.
- Rete Ferroviaria Italiana - Direzione Tecnica, Norme per la Verifica Tecnica dei Veicoli, parte I (PDF), su condivisionext.rfi.it, 2006. URL consultato il 26 agosto 2021.
- Rete Ferroviaria Italiana - Direzione Tecnica, Norme per la Verifica Tecnica dei Veicoli, parte II (PDF), su condivisionext.rfi.it, 2006. URL consultato il 21 luglio 2021.
- Rete Ferroviaria Italiana - Direzione Tecnica, Norme per l'Esercizio delle Apparecchiature Tecnologiche, su epodweb.rfi.it, 2 settembre 2009. URL consultato il 26 agosto 2021.

### Fonti ANSFISA/EUAR
- Agenzia nazionale per la sicurezza delle ferrovie, Allegato B: Regolamento Circolazione Ferroviaria, in Decreto n. 4 del 2012, 9 agosto 2012. URL consultato il 1º agosto 2021.
- Agenzia dell'Unione europea per le ferrovie, Principi e regole operative per l'ERTMS (PDF), su era.europa.eu, EUAR, 1º luglio 2015,  pp. 10-16. URL consultato il 30 maggio 2021.

### Altre
- Pier Luigi Guida, Eugenio Milizia, Dizionario ferroviario. Movimento, circolazione, impianti di segnalamento e sicurezza, Roma, Collegio Ingegneri Ferroviari Italiani, 2000.
- Pubblicazione su vari ETR, 2005,  pp. 114-123.
- Antonio Martino, Compendio sull'esercizio dei Sistemi di Controllo della Marcia del Treno SCMT e SSC, revisione gennaio 2018,  sez. Abbreviazioni.